# Gouden Bul van Rimini
De Gouden Bul van Rimini is een bul getekend door keizer Frederik II en Hermann von Salza, grootmeester van de Duitse Orde, te Rimini in maart 1226. Het was een episode in de investituurstrijd tussen keizer en paus. De Duitse Orde was destijds opgericht om de keizer te begeleiden naar het Heilig Land ten tijde van de Derde Kruistocht (1189-1192). De Gouden Bul van Rimini betekende de toelating tot het oprichten van de Duitse Ordestaat.

## Achtergrond
Koning Andreas II van Hongarije had de Teutoonse Orde om hulp gevraagd om de Koemanen uit zijn land te drijven. Na de geboden diensten bleef de orde in Hongarije plakken. In 1225 werd de Orde het land uitgezet. Keizer Frederik II beloofde hen het land van de heidense Pruisen, indien ze er in zouden slagen het volk te kerstenen.

## Vervolg
In 1227 werd keizer Frederik II  door paus Gregorius IX geëxcommuniceerd, omdat hij volgens hem veinsde om niet op kruistocht te moeten gaan, daarmee kwam de Gouden bul op losse schroeven te staan. Sindsdien poogde Hermann von Salza de plooien glad te strijken tussen paus en keizer. In 1228 ging Frederik II dan toch schoorvoetend op de Zesde Kruistocht
Bij hun terugkeer in 1230 bood  hertog Koenraad I van Mazovië, Kulmerland aan, aan de Duitse Orde, het verdrag van Kruschwitz. Hermann von Salza wou zekerheid en vroeg een schriftelijke bevestiging van paus Gregorius IX. De paus stemde in 1234 in, op voorwaarde dat Orde, hem gehoorzaamheid zou zweren, de Gouden Bul van Rieti of pietati proximum. 
In 1237 werden de Orde van Dobrzyń en de Orde van de Zwaardbroeders bij de Duitse Orde gevoegd en kreeg de Orde een groot territorium van Dantzig tot Reval, de Duitse Ordestaat.

## Twijfel
Op basis van de chronologie gaat onder andere de Poolse historicus Tomasz Jasiński ervan uit dat het document is geantedateerd en zou het opgesteld zijn in 1235.

## Zie
- Afbeelding origineel document